# San Vicente Pacaya
San Vicente Pacaya («San Vicente» en honor a su santo patrono San Vicente Mártir; «Pacaya»: del náhuatl, significa «palmito comestible») es un municipio del departamento de Escuintla de la región sur-central de la República de Guatemala. Celebra su fiesta titular el 22 de enero de cada año en honor a su patrón San Vicente Mártir.
Está localizado al pie del volcán de Pacaya, y fue el sitio de filmación de la película Ixcanul en 2015, la cual recibió numerosos galardones internacionales.

## Toponimia
Muchos de los nombres de los municipios y poblados de Guatemala constan de dos partes: el nombre del santo católico que se venera el día en que fueron fundados y una descripción con raíz náhuatl; esto se debe a que las tropas que invadieron la región en la década de 1520 al mando de Pedro de Alvarado estaban compuestas por soldados españoles y por indígenas tlaxcaltecas y cholultecas.
El topónimo «San Vicente Pacaya» es en honor al santo patrono San Vicente Mártir, mientras que «pacaya» significa «palmito comestible» y corresponde a la especie chamaedorea costaricana, muy común en Centroamérica.

## Geografía física
El municipio de San Vicente Pacaya tiene una gran cantidad de atractivos naturales, incluyendo accidentes geográficos como corrientes de agua y pozas de agua. 

### Hidrografía
Por su territorio circulan numerosos ríos, entre ellos: Michatoya, los Manantiales, el Ojo de Agua, el Ojo de Agua de la Joya, y Las Pilas, entre otros. También se puede acceder a la laguna Calderas desde este municipio. "La Laguna de Calderas, pertenece al municipio de Amatitlán".

### Accidentes geográficos
El volcán Pacaya, uno de los volcanes más activos que tiene Guatemala, es el centro turístico natural más relevante y visitado del municipio.

### Clima
La cabecera municipal de San Vicente Pacaya tiene clima templado (Clasificación de Köppen: Csb).
| Parámetros climáticos promedio de San Vicente Pacaya | Parámetros climáticos promedio de San Vicente Pacaya | Parámetros climáticos promedio de San Vicente Pacaya | Parámetros climáticos promedio de San Vicente Pacaya | Parámetros climáticos promedio de San Vicente Pacaya | Parámetros climáticos promedio de San Vicente Pacaya | Parámetros climáticos promedio de San Vicente Pacaya | Parámetros climáticos promedio de San Vicente Pacaya | Parámetros climáticos promedio de San Vicente Pacaya | Parámetros climáticos promedio de San Vicente Pacaya | Parámetros climáticos promedio de San Vicente Pacaya | Parámetros climáticos promedio de San Vicente Pacaya | Parámetros climáticos promedio de San Vicente Pacaya | Parámetros climáticos promedio de San Vicente Pacaya |
| Mes                                                  | Ene.                                                 | Feb.                                                 | Mar.                                                 | Abr.                                                 | May.                                                 | Jun.                                                 | Jul.                                                 | Ago.                                                 | Sep.                                                 | Oct.                                                 | Nov.                                                 | Dic.                                                 | Anual                                                |
| ---------------------------------------------------- | ---------------------------------------------------- | ---------------------------------------------------- | ---------------------------------------------------- | ---------------------------------------------------- | ---------------------------------------------------- | ---------------------------------------------------- | ---------------------------------------------------- | ---------------------------------------------------- | ---------------------------------------------------- | ---------------------------------------------------- | ---------------------------------------------------- | ---------------------------------------------------- | ---------------------------------------------------- |
| Temp. máx. media (°C)                                | 23.3                                                 | 24.3                                                 | 25.6                                                 | 26.0                                                 | 25.5                                                 | 24.1                                                 | 24.2                                                 | 24.4                                                 | 23.7                                                 | 23.5                                                 | 23.3                                                 | 23.0                                                 | 24.2                                                 |
| Temp. media (°C)                                     | 17.6                                                 | 18.3                                                 | 19.3                                                 | 20.2                                                 | 20.3                                                 | 19.9                                                 | 19.7                                                 | 19.7                                                 | 19.4                                                 | 19.2                                                 | 18.5                                                 | 17.7                                                 | 19.2                                                 |
| Temp. mín. media (°C)                                | 12.0                                                 | 12.3                                                 | 13.0                                                 | 14.4                                                 | 15.2                                                 | 15.8                                                 | 15.3                                                 | 15.1                                                 | 15.2                                                 | 14.9                                                 | 13.7                                                 | 12.4                                                 | 14.1                                                 |
| Precipitación total (mm)                             | 4                                                    | 4                                                    | 8                                                    | 29                                                   | 157                                                  | 303                                                  | 235                                                  | 210                                                  | 313                                                  | 180                                                  | 29                                                   | 10                                                   | 1482                                                 |
| Fuente: Climate-Data.org                             |                                                      |                                                      |                                                      |                                                      |                                                      |                                                      |                                                      |                                                      |                                                      |                                                      |                                                      |                                                      |                                                      |

### Ubicación geográfica
Se encuentra a una distancia de 25 km de la cabecera departamental Escuintla y a una distancia de 45 km de la Ciudad de Guatemala. Limita al sur con San José, al oeste con Palín y la cabecera departamental Escuintla, al este con Villa Canales municipio del departamento de Guatemala, Pueblo Nuevo Viñas y Taxisco municipios del departamento de Santa Rosa y al norte con Santa María de Jesús municipio del departamento de Sacatepéquez y Amatitlán del departamento de Guatemala.
| Noroeste: Palín, municipio del departamento de Escuintla     | Norte: Santa María de Jesús, municipio del departamento de Sacatepéquez Amatitlán, municipio del departamento de Guatemala | Nordeste: Villa Canales, municipio del departamento de Guatemala   |
|                                                              | | Este: Pueblo Nuevo Viñas, municipio del departamento de Santa Rosa |
| Suroeste: Escuintla, municipio del departamento de Escuintla | Sur: San José, municipio del departamento de Escuintla                                                                     | Sureste: Taxisco, municipio del departamento de Escuintla          |

## Gobierno municipal
Los municipios se encuentran regulados en diversas leyes de la República, que establecen su forma de organización, lo relativo a la conformación de sus órganos administrativos y los tributos destinados para los mismos.  Aunque se trata de entidades autónomas, se encuentran sujetas a la legislación nacional. Las principales leyes que rigen a los municipios en Guatemala desde 1985 son:
| N.º | Ley                                                | Descripción |
| --- | -------------------------------------------------- | --- |
| 1   | Constitución Política de la República de Guatemala | Tiene una regulación legal específica para los municipios en los artículos 253 al 262. |
| 2   | Ley Electoral y de Partidos Políticos              | Ley de carácter constitucional aplicable a los municipios en el tema de la conformación de sus autoridades electas. |
| 3   | Código Municipal                                   | Decreto 12-2002 del Congreso de la República de Guatemala. Tiene la categoría de ley ordinaria y contiene preceptos generales aplicables a todos los municipios, e inclusive contiene legislación referente a la creación de los municipios.             |
| 4   | Ley de Servicio Municipal                          | Decreto 1-87 del Congreso de la República de Guatemala. Regula las relaciones entra la municipalidad y los servidores públicos en materia laboral. Tiene su base constitucional en el artículo 262 de la constitución que ordena la emisión de la misma. |
| 5   | Ley General de Descentralización                   | Decreto 14-2002 del Congreso de la República de Guatemala. Regula el deber constitucional del Estado, y por ende del municipio, de promover y aplicar la descentralización y desconcentración económica y administrativa.                                |

El gobierno de los municipios de Guatemala está a cargo de un Concejo Municipal mientras que el código municipal —que tiene carácter de ley ordinaria y contiene disposiciones que se aplican a todos los municipios de Guatemala— establece que «el concejo municipal es el órgano colegiado superior de deliberación y de decisión de los asuntos municipales […] y tiene su sede en la circunscripción de la cabecera municipal». Por último, el artículo 33 del mencionado código establece que «[le] corresponde con exclusividad al concejo municipal el ejercicio del gobierno del municipio».
El concejo municipal se integra con el alcalde, los síndicos y concejales, electos directamente por sufragio universal y secreto para un período de cuatro años, pudiendo ser reelectos.
Existen también las Alcaldías Auxiliares, los Comités Comunitarios de Desarrollo (COCODE), el Comité Municipal del Desarrollo (COMUDE), las asociaciones culturales y las comisiones de trabajo. Los alcaldes auxiliares son elegidos por las comunidades de acuerdo a sus principios, valores, procedimientos y tradiciones, estos se reúnen con el alcalde municipal el primer domingo de cada mes. Los Comités Comunitarios de Desarrollo y el Consejo Municipal de Desarrollo tiene como función organizar y facilitar la participación de las comunidades priorizando necesidades y problemas.
Los alcaldes que ha habido en el municipio son:
- 2012-2016: Álvaro Adilio González[8]

## Historia
Se encuentran entre sus fundadores los padres de Felipe Pacheco, Valentín Ramírez, Francisco Paz quienes procedían de Malena (hoy en día Barcenas) Florencio Ramírez, Ofelio González de Procedencia de Amatitlán y se instalaron en el llano por existir en el paraje llanales para pastoreo. La población se estableció formalmente siendo el General Godoy el que ordenó al intendente Víctor Ávila el trazo de la población, como sus cantones en ese entonces no formales, estando el barrio El Llano, La Fe, Las Flores, La Esperanza, La Caridad y porsteriormente el barrio Santa Cruz, anteriormente conocida como pequeña aldea que por su cercanía a la población urbana se conforma como barrio.[cita requerida]
En sus primeros tiempos de existencia formó parte del departamento de Amatitlán y sus primeros pobladores eran procedentes del municipio de Palín. Fue creado el 22 de octubre de 1887. Cuando el departamento de Amatitlán fue desmembrado por el gobierno del general Jorge Ubico en 1935, San Vicente Pacaya pasó a formar parte del departamento de Escuintla.
Antes de ser declarado municipio llevaba por nombre “pacayita” y pertenecía a la comunidad de “Pacaya Grande” conocida también como Aldea Pacaya o Valle Pacayita. Conformaba parte del departamento de Amatitlán hasta en 1935 según decreto 2081, en el que era municipio de Amatitlán, fue suprimido y el municipio de San Vicente Pacaya junto con el municipio de Palín pasó a formar parte del departamento de Escuintla. Siendo su fecha de fundación en 1850.
Se encuentran como fundadores los padres de Felipe Pacheco, Valentín Ramírez, Francisco Paz, quienes procedían de Malena (hoy en día Bárcenas)
Florencio Ramírez, Hipólito González, originarios de Amatitlán, se instalaron en el municipio en el área del llano, denominada así por existir en los parajes llanos para pastoreo. La población se estableció formalmente siendo el general Godoy el que ordenó al intendente Víctor Ávila el trazo de la población así como de sus cantones en ese momento no formales, están entre ellos, El Llano, La Fe, Las Flores, La Esperanza, La Caridad y posterior mente Santa Cruz que era considerado como pequeña aldea pero  posterior mente se le consideró cantón por sus cercanía al pueblo.
Por iniciativa del intendente Víctor Ávila y por la de algunos vecinos ya que el poblado reunía los requisitos para ser declarado municipio el entonces Presidente de La República Mariscal Vicente Cerna emitió el acuerdo gubernativo de fecha 26 de noviembre de 1867 por medio del cual se le otorgó categoría de municipio a la población con el nombre de San Vicente Mártir, que posteriormente fue sustituido por el de San Vicente Pacaya por su cercanía al coloso Volcán Pacaya, el 21 de diciembre de 1892.
Las siguientes aldeas conforman parte del municipio se San Vicente Pacaya:
El Patrocinio, San Francisco de Sales, Concepción El Cedro, Los Ríos, San José El Bejucal, Los Chagüites, además, los caseríos San José Guachipilín, La Caña Vieja, la Comunidad agrícola de San Nicolás y nuevo México, conformada por las personas que retornaron después del conflicto armado y se asentaron en el lugar.

## Agricultura
En San Vicente Pacaya la agricultura es una fuente de comercio muy importante, debido a que muchos pobladores se sostienen económicamente gracias a la venta de sus cosechas. 
A pesar de contar con una amplia variedad de cultivos, en el municipio destaca la producción de aguacate, maíz, fruta y café.

## En la literatura y el cine
El municipio fue la locación para filmar la cinta guatemalteca Ixcanul, del director guatemalteco Jayro Bustamante y que ha ganado 17 premios internacionales, incluidos galardones en grandes circuitos europeos. Basada en una historia real, Ixcanul relata la historia de María, una chica que lleva una vida tranquila con un próximo matrimonio arreglado mientras lucha por sobrevivir junto a su familia en una finca de café ubicada en las faldas del volcán Ixcanul.  Pero su vida se ve trágicamente alterada luego de una noche de amor con su novio de la infancia, que la lleva a enfrentar la dura realidad del tráfico de niños y del fuerte machismo de su sociedad.